# Caumont, Aisne

Caumont este o comună în departamentul Ain, Franța. În 1 ianuarie 2022 avea o populație de 546 de locuitori.